# Stephen D. Frances
Stephen D. Frances, född 1917 i London, död 1989, var en brittisk författare, upphovsman till en stor produktion under ett flertal pseudonymer. 
Frances skapade 1946 Hank Janson, författarpseudonym och huvudperson i en bokserie (i Sverige utgiven som kiosklitteratur) som senare fördes vidare av andra författare.